# Злет і занепад країн. Хто виграє і програє на світовій арені (книга)

| Злет і занепад країн. Хто виграє та програє на світовій арені (обкладинка українського перекладу книги) | Злет і занепад країн. Хто виграє та програє на світовій арені (обкладинка українського перекладу книги) |
| --- | --- |
| Автор                                                                                                   | Ручір Шарма                                                                                             |
| Назва мовою оригіналу                                                                                   | The Rise and Fall of Nations: Forces of Change in the Post-Crisis World by Ruchir Sharma                |
| Країна                                                                                                  | США |
| Мова | англійська                                                                                              |
| Виданий                                                                                                 | 6 червня 2016                                                                                           |
| Видавництво оригіналу                                                                                   | W. W. Norton Company                                                                                    |
| Українське видавництво                                                                                  | Наш Формат                                                                                              |
| Рік видання українською                                                                                 | 2018 |
| Перекладач                                                                                              | Андрій Іщенко                                                                                           |
| Обкладинка                                                                                              | тверда                                                                                                  |
| Кількість сторінок                                                                                      | 408 |
| ISBN | 978-617-7552-63-4                                                                                       |

Злет і занепад країн. Хто виграє і програє на світовій арені (англ. The Rise and Fall of Nations: Forces of Change in the Post-Crisis World by Ruchir Sharma) — книга Ручіра Шарми, автора бестселера "Передові країни. В очікуванні нового економічного дива". Вперше опублікована 6 червня 2016 року. У 2018 році перекладена українською мовою видавництвом «Наш Формат».

## Про автора
Ручір Шарма — директор департаменту країн, що розвиваються, та головний стратег Morgan Stanley Investment Management [Архівовано 27 вересня 2018 у Wayback Machine.]. Розпочав свою кар‘єру як письменник, регулярно публікується у виданнях Wall Street Journal, Financial Times, Foreign Affairs та ін. Один з найбільших інвесторів у світі, у 2012 році був названий одним з найбільш кваліфікованих експертів в галузі міжнародних відносин, а у 2015 році — одним з найвпливовіших мислителів за версією Bloomberg Market's 50.

## Огляд книги
Криза 2008 року поклала кінець ілюзії «золотої ери», в якій люди були переконані, що економічне процвітання та політична стабільність поширюватимуться у світі без упину. Післякризовий період перевернув світ з ніг на голову, змінив зростання та розвиток на спад, а політичну стабільність на бунт.
Зводячи тисячі факторів, що впливають на багатство країни, до десяти основоположних правил, Р.Шарма пояснює як розпізнати політичні, економічні та соціальні зміни в реальному часі та виявити майбутніх переможців та «лузерів» глобальної економіки. Автор описує свій підхід до моніторингу трендів нерівності, відстежуючи стан добробуту «поганих мільярдерів», переосмислює економіку як практичне мистецтво. 
Чи загрожує нерівність економіці? Це одне з питань відповідь на яке необхідно шукати ніде інде ніж в політиці. Нерівність несе загрозу економічному зростанню в той момент, коли населення з підозрою сходить зі шляху, звідки беруть свій початок добробут та багатство. 
Коли підприємець створює новий продукт, що є корисним для споживача, або будує виробничий комплекс і забезпечує людей робочими місцями, то такий вид формування багатства нації є загальновизнаним. Однак, якщо бізнес-магнат у власних інтересах шукає підхід до політиків та використовує зв‘язки, тоді це призводить до перерозподілу багатства нації, а не його нагромадження. [Архівовано 30 вересня 2020 у Wayback Machine.]
Автор роз‘яснює як в політичних заголовках, чорних ринках, цінах на продукти та рейтингу мільярдерів розгледіти сигнал стрімкого зростання, або навпаки — краху та прийдешніх протестів. Робота Ручіра Шарми є захоплюючим посібником для кращого розуміння змін, що протікають у світі.

## Переклад укр.
- Шарма, Ручір. Злет і занепад країн. Хто виграє і програє на світовій арені / пер. Андрій Іщенко К.: Наш Формат, 2018. — 408 с. — ISBN 978-617-7552-63-4